# Montigny-en-Ostrevent
Pour les articles homonymes, voir Montigny.
Montigny-en-Ostrevent est une commune française, située dans le département du Nord en Hauts-de-France.

## Géographie

### Localisation
Montigny-en-Ostrevent est une ville de l'Ostrevent située dans l'ancien bassin minier du Nord-Pas-de-Calais.
A vol d'oiseau, elle se trouve à 7 km à l'est de Douai, 29 km au sud-est de Lille, 19 km de la frontière franco-belge et 31 km de Tournai, 24 km à l'ouest de Valenciennes et 22 km au nord de Cambrai.
Elle est traversée par le sentier de grande randonnée GR 121 et le sentier de grande randonnée de pays du Bassin minier du Nord-Pas-de-Calais.
La commune se trouve dans l'aire d'attraction de Douai ainsi que dans sa zone d'emploi, dans l'unité urbaine de Douai-Lens et dans le bassin de vie de Somain.

### Communes limitrophes
Les communes limitrophes sont Pecquencourt, Dechy, Lallaing, Loffre, Masny et Guesnain.
| Lallaing       |                       | Pecquencourt |
|                | Montigny-en-Ostrevent |              |
| Dechy Guesnain | Loffre                | Masny        |

### Géologie et relief
La superficie de la commune est de 5,42 km2 ; son altitude varie de 18  à   40 mètres.

### Hydrographie

#### Réseau hydrographique

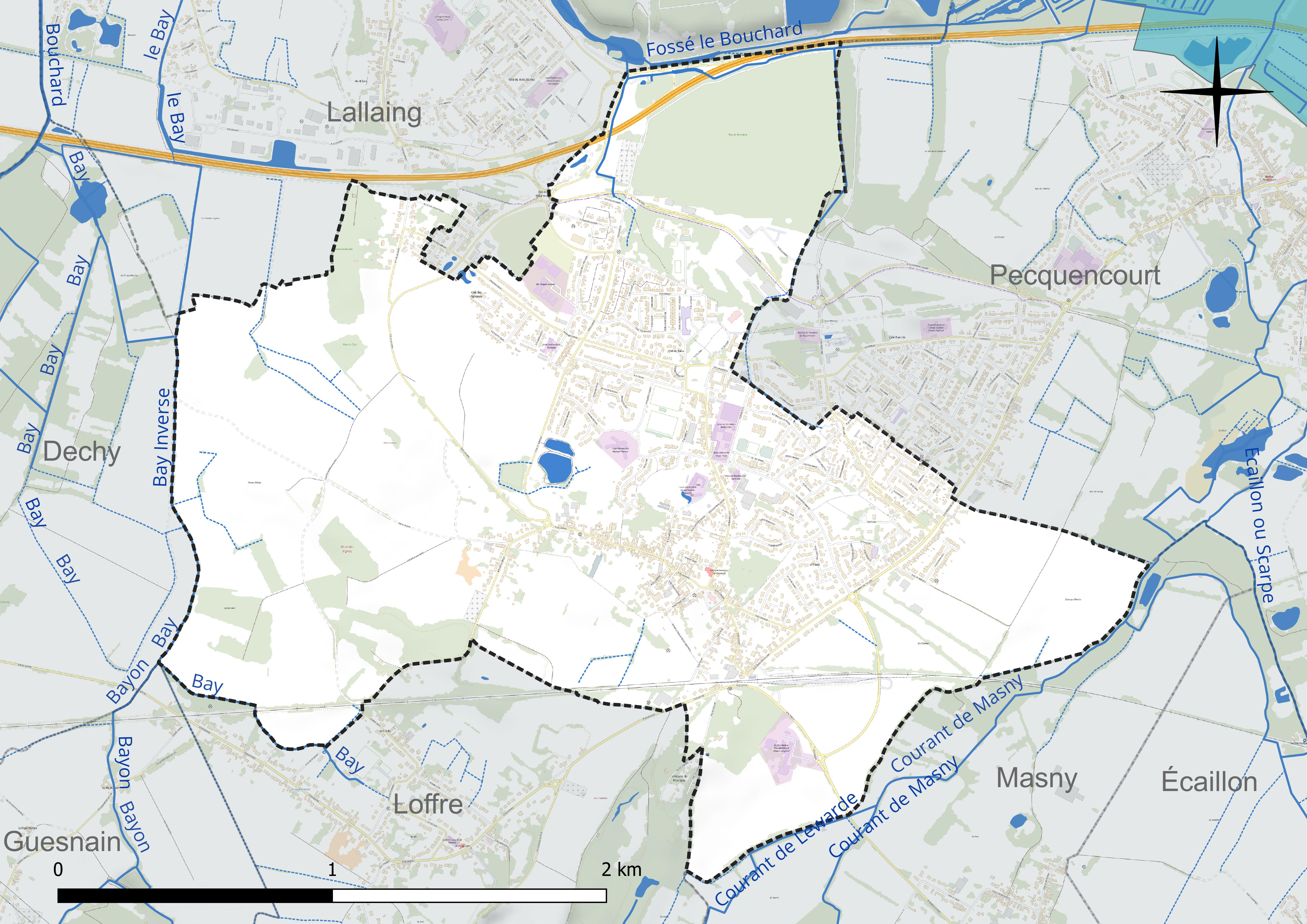
Réseau hydrographique de Montigny-en-Ostrevent.

La commune est située dans le bassin Artois-Picardie.
Elle est drainée par le Bay Inverse, le Bayon et divers autres petits cours d'eau,.

#### Gestion et qualité des eaux
Le territoire communal est couvert par le schéma d'aménagement et de gestion des eaux (SAGE) « Scarpe aval ». Ce document de planification concerne un territoire de 624 km2 de superficie, délimité par le bassin versant de la Scarpe aval, comprenant la Pévèle, la plaine de la Scarpe et le bassin minier avec l'Ostrevent. Le périmètre a été arrêté le 18 mars 1997 et le SAGE proprement dit a été approuvé le 12 mars 2009, puis révisé le 5 juillet 2021. La structure porteuse de l'élaboration et de la mise en œuvre est le parc naturel régional Scarpe-Escaut.
La qualité des cours d'eau peut être consultée sur un site dédié géré par les agences de l'eau et l'Agence française pour la biodiversité.

### Climat
Pour des articles plus généraux, voir Climat des Hauts-de-France et Climat du Nord.
En 2010, le climat de la commune est de type climat océanique dégradé des plaines du Centre et du Nord, selon une étude du CNRS s'appuyant sur une série de données couvrant la période 1971-2000. En 2020, Météo-France publie une typologie des climats de la France métropolitaine dans laquelle la commune est exposée à un climat océanique et est dans la région climatique Nord-est du bassin Parisien, caractérisée par un ensoleillement médiocre, une pluviométrie moyenne régulièrement répartie au cours de l'année et un hiver froid (3 °C).
Pour la période 1971-2000, la température annuelle moyenne est de 10,6 °C, avec une amplitude thermique annuelle de 14,7 °C. Le cumul annuel moyen de précipitations est de 676 mm, avec 11,8 jours de précipitations en janvier et 9 jours en juillet. Pour la période 1991-2020, la température moyenne annuelle observée sur la station météorologique la plus proche, située sur la commune de Douai à 8 km à vol d'oiseau, est de 11,0 °C et le cumul annuel moyen de précipitations est de 729,2 mm,. Pour l'avenir, les paramètres climatiques de la commune estimés pour 2050 selon différents scénarios d'émission de gaz à effet de serre sont consultables sur un site dédié publié par Météo-France en novembre 2022.

## Urbanisme

### Typologie
Au 1er janvier 2024, Montigny-en-Ostrevent est catégorisée ceinture urbaine, selon la nouvelle grille communale de densité à sept niveaux définie par l'Insee en 2022.
Elle appartient à l'unité urbaine de Douai-Lens, une agglomération inter-départementale regroupant 67  communes, dont elle est une commune de la banlieue,,.
Par ailleurs la commune fait partie de l'aire d'attraction de Douai, dont elle est une commune de la couronne,. Cette aire, qui regroupe 61 communes, est catégorisée dans les aires de 50 000 à moins de 200 000 habitants,.

### Occupation des sols

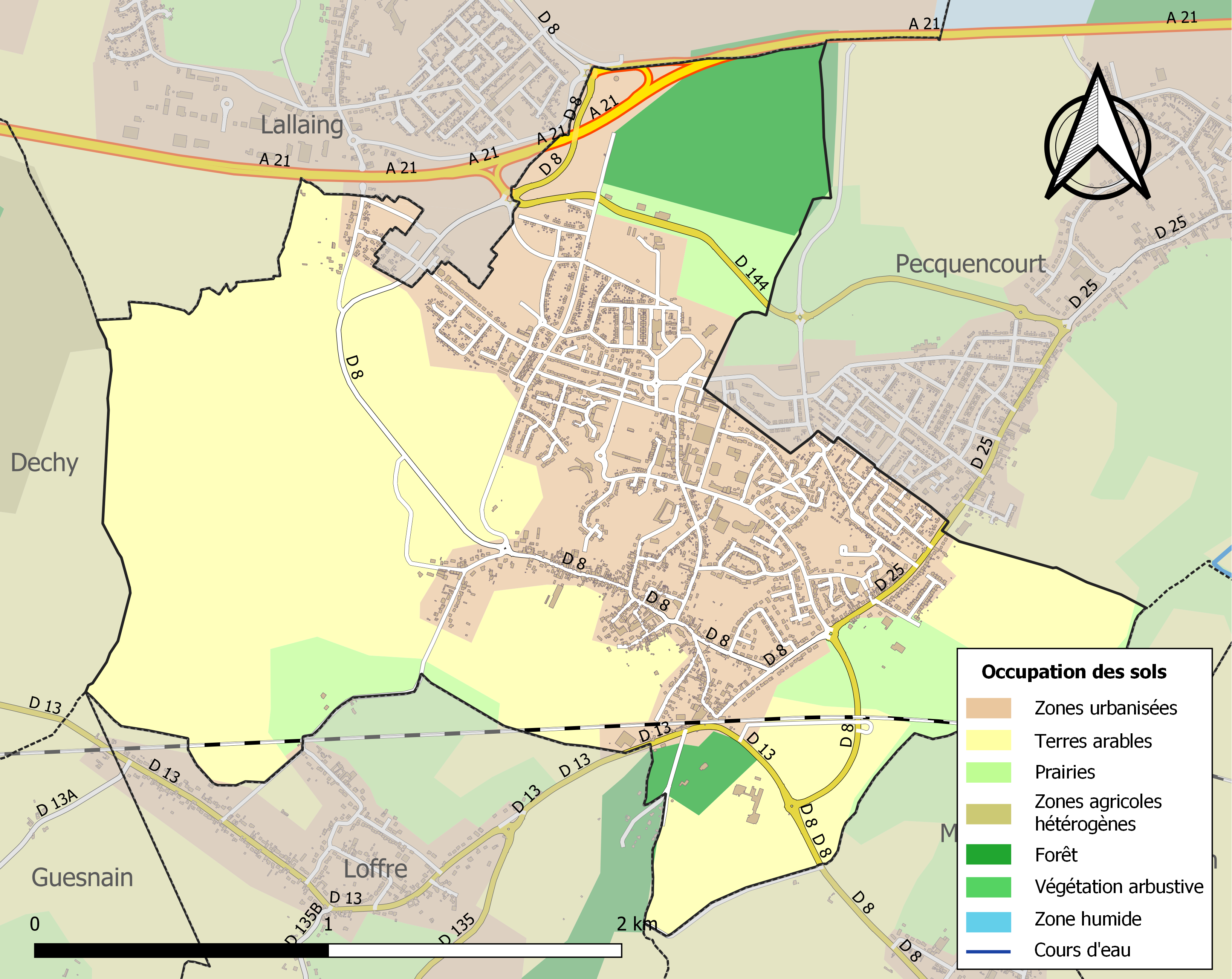
Carte des infrastructures et de l'occupation des sols de la commune en 2018 (CLC).

L'occupation des sols de la commune, telle qu'elle ressort de la base de données européenne d'occupation biophysique des sols Corine Land Cover (CLC), est marquée par l'importance des territoires agricoles (57,2 % en 2018), en augmentation par rapport à 1990 (56,4 %).
La répartition détaillée en 2018 est la suivante : terres arables (48,4 %), zones urbanisées (32,5 %), prairies (8,8 %), forêts (7,8 %), zones industrielles ou commerciales et réseaux de communication (2,5 %).
L'évolution de l'occupation des sols de la commune et de ses infrastructures peut être observée sur les différentes représentations cartographiques du territoire : la carte de Cassini (XVIIIe siècle), la carte d'état-major (1820-1866) et les cartes ou photos aériennes de l'IGN pour la période actuelle (1950 à aujourd'hui).

### Habitat et logement
En 2021, le nombre total de logements dans la commune était de 2 016, alors qu'il était de 1 973 en 2016 et de 1 960 en 2011.
Parmi ces logements, 95,1 % étaient des résidences principales, 0,2 % des résidences secondaires et 4,7 % des logements vacants. Ces logements étaient pour 89,9 % d'entre eux des maisons individuelles et pour 10 % des appartements.
Le tableau ci-dessous présente la typologie des logements à Montigny-en-Ostrevent en 2021 en comparaison avec celle du Nord et de la France entière. Une caractéristique marquante du parc de logements est ainsi la faible proportion des résidences secondaires et logements occasionnels (0,2 %) par rapport au département (1,8 %) et à la France entière (9,7 %).
| Typologie                                               | Montigny-en-Ostrevent | Nord | France entière |
| ------------------------------------------------------- | --------------------- | ---- | -------------- |
| Résidences principales (en %)                           | 95,1                  | 90,9 | 82,2           |
| Résidences secondaires et logements occasionnels (en %) | 0,2                   | 1,8  | 9,7            |
| Logements vacants (en %)                                | 4,7                   | 7,4  | 8,1            |

### Voies de communication et transports

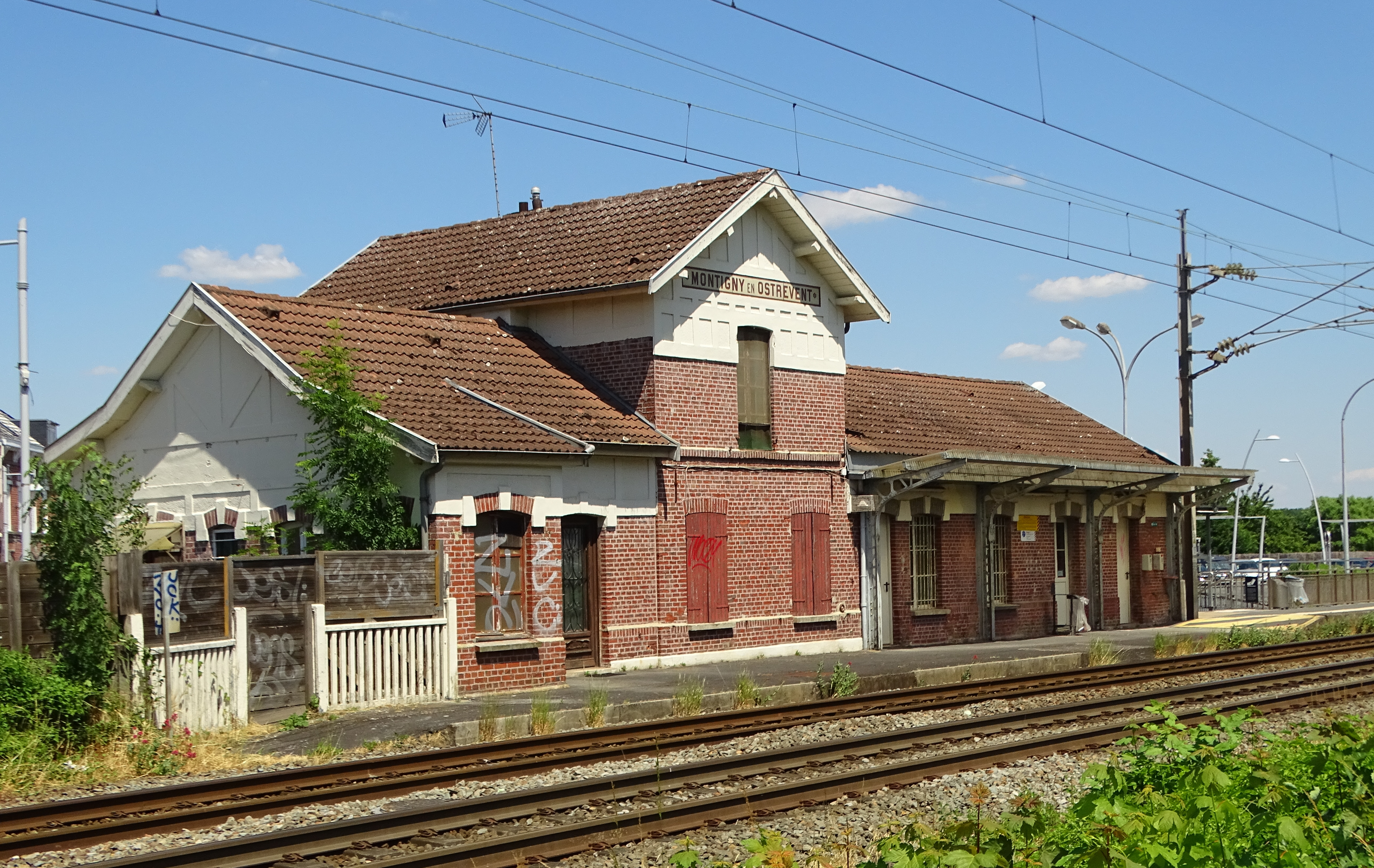
La gare.

Montigny-en-Ostrevent est desservi par la sortie no 25 sur l'Autoroute A21, qui tangente au nord son territoire.
La gare de Montigny-en-Ostrevent, située sur la ligne de Douai à Blanc-Misseron, est desservie par des trains TER Hauts-de-France, qui effectuent des missions entre les gares de Lille-Flandres et de Saint-Quentin, ou de Douai et de Valenciennes.
La commune est également desservie par les lignes 3, 12 et 108 du réseau de transport Évéole.

## Histoire

### Préhistoire
Les premières traces de Montigny-en-Ostrevent remontent à la préhistoire. En effet, il existe des vestiges d'hommes préhistoriques présents sur le site actuel de la ville (au lieu-dit du Bois des Vignes), notamment des feux servant à communiquer avec le village voisin de Lewarde.

### Antiquité
En 2004, des fouilles archéologiques ont permis de découvrir une sandale de l'époque gallo-romaine.

### Moyen Âge
En 1285, Jacques Bretel signale lors du tournoi de Chauvency-le-Château, un seigneur de Montigny, venu tournoyer en compagnie des Lallaing (Maison de Lalaing), Auberchicourt, (famille d'Auberchicourt), Haussy, Hainaut, etc. Il bataille dans la mêlée contre Henri de Briey.
Robert de Montigny combat et trouve la mort lors de la bataille d'Azincourt en 1415.

### Époque contemporaine
En 1846, la gare de Montigny-en-Ostrevent est mise en service par la compagnie des chemins de fer du Nord sur la ligne ligne de Douai à Blanc-Misseron, facilitant les déplacements des personnes et le transport des marchandises, et, ainsi, favorisant le développement économique du secteur.
En 1905, Albert Calmette, directeur de l'Institut Pasteur de Lille, crée à Montigny-en-Ostrevent un sanatorium familial (établissement de santé spécialisé dans la lutte contre la tuberculose, dit familial car visant à ne pas rompre les liens familiaux pendant les soins). Il lui a fallu beaucoup d'efforts pour en trouver le financement. L'établissement est inauguré le 5 octobre 1905 par le Président de la République Émile Loubet, en présence des membres du Congrès international de la tuberculose, réuni à Paris à ce moment-là. Il ouvre le 5 octobre 1905. En revanche, en janvier 1908, la présence d'enfants accueillis au sanatorium à l'école communale provoque une grève.
Pendant la seconde guerre mondiale, en août 1944, le capitaine Władysław Ważny (nom de code : Tygrys), membre de l'armée polonaise et de la résistance polonaise à l'occupant allemand (organisation polonaise de lutte pour l'indépendance), chef du renseignement du réseau « Monique-W », est arrêté à Montigny-en-Ostrevent, avec semble-t-il, la participation de gendarmes français. Il meurt peu de temps après.

## Politique et administration

### Rattachements administratifs et électoraux

#### Rattachements administratifs
La commune se trouve dans l'arrondissement de Douai du département du Nord.
Elle faisait partie depuis 1801 du canton de Douai-Sud. Dans le cadre du redécoupage cantonal de 2014 en France, cette circonscription administrative territoriale a disparu, et le canton n'est plus qu'une circonscription électorale.

#### Rattachements électoraux
Pour les élections départementales, la commune fait partie depuis 2014 du canton d'Aniche
Pour l'élection des députés, elle fait partie de la seizième circonscription du Nord.

### Intercommunalité
Montigny-en-Ostrevent était membre de la  communauté de Communes de l'Est du Douaisis (CCED), un établissement public de coopération intercommunale (EPCI) à fiscalité propre créé fin 2000 et auquel la commune a transféré un certain nombre de ses compétences, dans les conditions déterminées par le code général des collectivités territoriales.
En 2006, cette intercommunalité prend le nom de communauté de communes Cœur d'Ostrevent puis, en 2025, se transforme en communauté d'agglomération sous la dénomination de communauté d'agglomération Cœur d'Ostrevent. La commune en est donc membre.

### Tendances politiques et résultats
Lors du premier tour des élections municipales le 15 mars 2020, vingt-sept sièges sont à pourvoir ; on dénombre 3 442 inscrits, dont 1 631 votants (47,39 %), 29 votes blancs (1,78 %) et 1 519 suffrages exprimés (93,13 %). La liste étiquetée divers gauche Pour vous, avec nous ! menée par Salvatore De Cesare recueille 904 voix (59,51 %) et remporte ainsi vingt deux sièges au conseil municipal, contre cinq pour la liste divers droite Liste d'union démocratique et sociale menée par Élio Marchese avec 615 voix (59,51 %). Le maire sortant Jean-Luc Coquerelle ne se représentait pas,. Le confinement lié à la pandémie de Covid-19 retarde d'environ deux mois l'élection des maires par les nouveaux conseils municipaux. Salvatore De Cesare est élu maire le 24 mai avec vingt-deux voix, cinq bulletins sont blancs.

### Liste des maires
| Période        | Période                      | Identité                          | Étiquette | Qualité                                                    |
| -------------- | ---------------------------- | --------------------------------- | --------- | ---------------------------------------------------------- |
| avant 1803     | mars 1813                    | Sébastien Dovillers               |           |                                                            |
| avril 1813     | septembre 1815               | Augustin Joseph Demonteville      |           |                                                            |
| octobre 1815   | janvier 1822                 | Sébastien Dovillers               |           |                                                            |
| janvier 1922   | mai 1852                     | Auguste Jovenet                   |           |                                                            |
| mai 1852       | mai 1867                     | Jacques Dovillers                 |           | Mort en fonction                                           |
| août 1867      | août 1870                    | Philibert Charles Dovillers       |           |                                                            |
| septembre 1870 | mai 1876                     | Paul-Louis de Muyssart des Obeaux |           | Comte Mort en fonction                                     |
| septembre 1870 |                              | Jules Legrand                     |           | Maire par intérim.                                         |
|                |                              |                                   |           |                                                            |
| juin 1876      | janvier 1878                 |                                   |           | Maire par intérim jusqu'en septembre 1876                  |
| janvier 1878   | mai 1888                     | Philibert Dovillers               |           |                                                            |
| juin 1888      | juin 1888                    | François Houseaux                 |           | Maire par intérim                                          |
| juillet 1888   | mai 1892                     | Victor Caron                      |           |                                                            |
| mai 1892       | septembre 1895               | Philibert Dovillers               |           | Mort en fonction                                           |
| septembre 1895 | mai 1917                     | François Debruille                |           | Maire par intérim puis élu en octobre 1895                 |
|                |                              |                                   |           |                                                            |
| années 1910    |                              | Alphée Fréalle                    |           |                                                            |
| années 1930    |                              | Amédée Dovillers                  |           |                                                            |
|                |                              |                                   |           |                                                            |
| avril 1940     | mai 1965                     | Denis Duez                        |           |                                                            |
|                |                              |                                   |           |                                                            |
| mars 1971      | 1976                         | Raymond Honoré                    | DVD       | Mort en fonction                                           |
| janvier 1976   | 1985                         | Roland Huet                       |           |                                                            |
| 1985           | 2001                         | Achille Dupuis,                   |           | Démissionnaire                                             |
| mars 2001      | mai 2020                     | Jean-Luc Coquerelle,              | DVD       |                                                            |
| mai 2020       | En cours (au 7 janvier 2025) | Salvatore De Cesare               | DVG       | Vice président de la CC puis CA Cœur d'Ostrevent (2020 → ) |

## Équipements et services publics

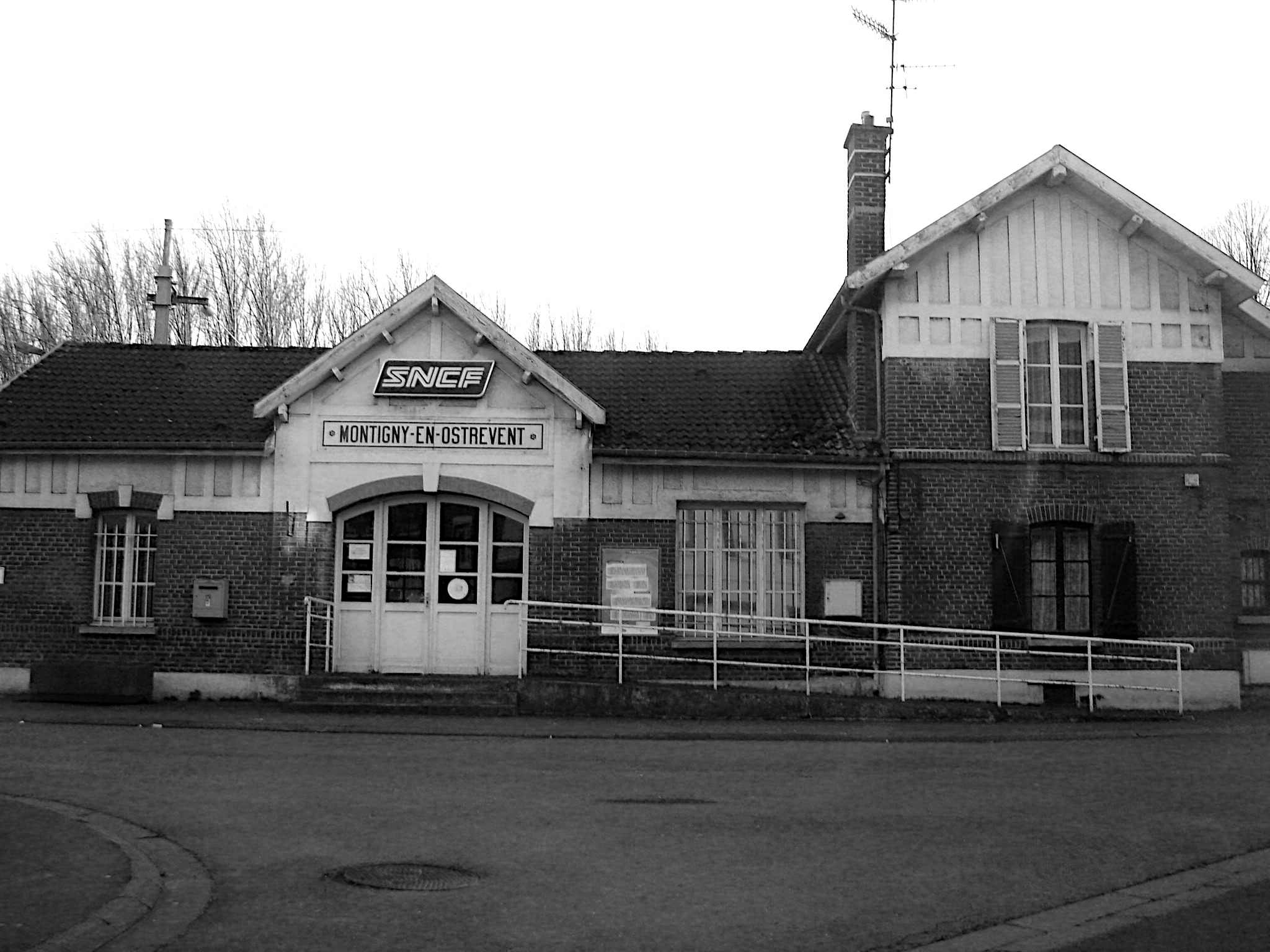
La gare
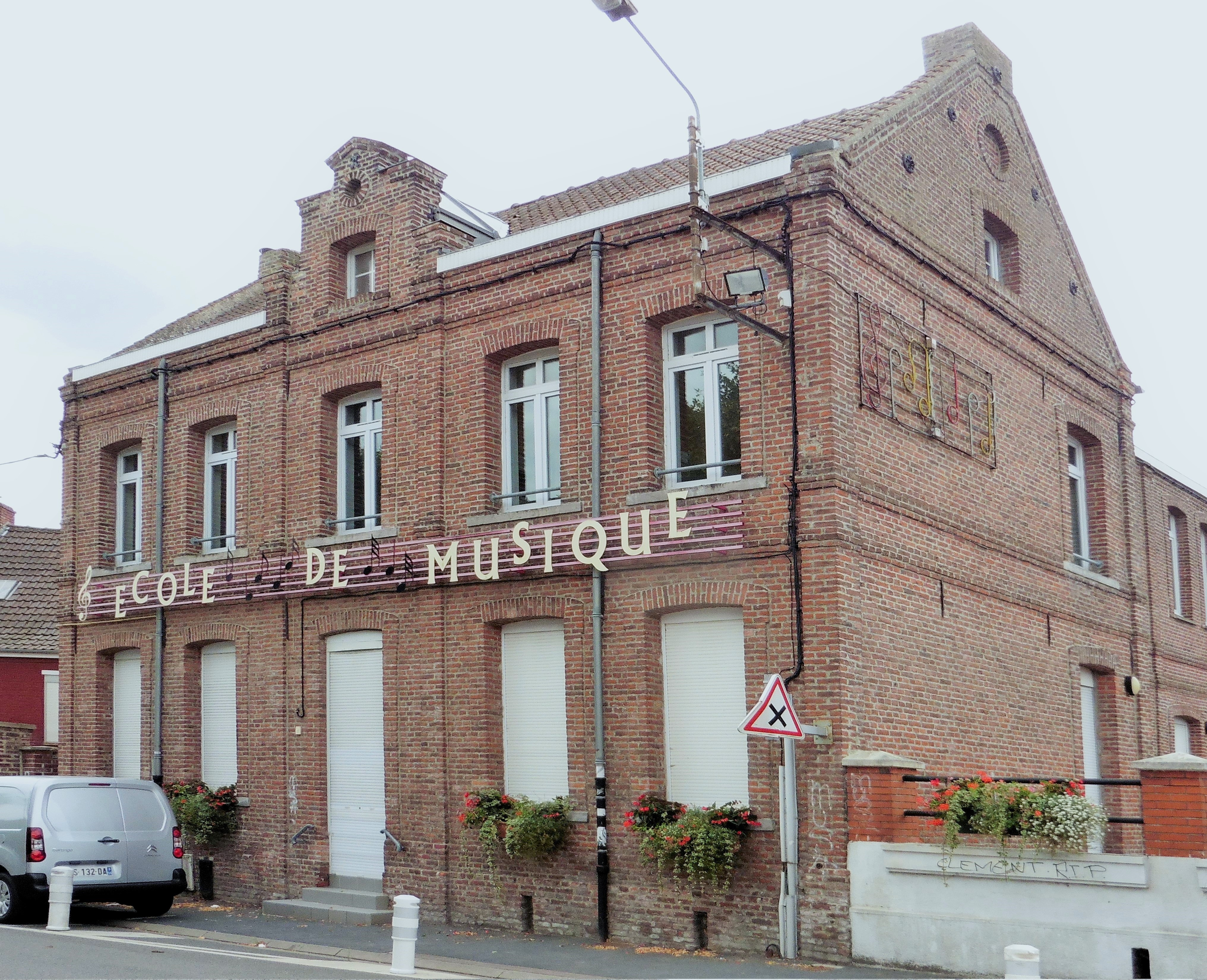
École de musique

## Population et société

### Démographie
Les habitants sont les Montignanais.

#### Évolution démographique
L'évolution du nombre d'habitants est connue à travers les recensements de la population effectués dans la commune depuis 1793. Pour les communes de moins de 10 000 habitants, une enquête de recensement portant sur toute la population est réalisée tous les cinq ans, les populations de référence des années intermédiaires étant quant à elles estimées par interpolation ou extrapolation. Pour la commune, le premier recensement exhaustif entrant dans le cadre du nouveau dispositif a été réalisé en 2007.

En 2022, la commune comptait 4 588 habitants, en évolution de −4,14 % par rapport à 2016 (Nord : +0,51 %, France hors Mayotte : +2,11 %).
| 1793 | 1800 | 1806 | 1821 | 1831 | 1836 | 1841 | 1846 | 1851 |
| ---- | ---- | ---- | ---- | ---- | ---- | ---- | ---- | ---- |
| 707  | 723  | 725  | 841  | 859  | 806  | 850  | 827  | 733  |

| 1856 | 1861 | 1866 | 1872 | 1876 | 1881 | 1886 | 1891 | 1896 |
| ---- | ---- | ---- | ---- | ---- | ---- | ---- | ---- | ---- |
| 729  | 772  | 817  | 840  | 901  | 855  | 836  | 805  | 827  |

| 1901 | 1906 | 1911 | 1921 | 1926  | 1931  | 1936  | 1946  | 1954  |
| ---- | ---- | ---- | ---- | ----- | ----- | ----- | ----- | ----- |
| 849  | 898  | 917  | 812  | 2 405 | 2 934 | 2 565 | 2 848 | 3 596 |

| 1962  | 1968  | 1975  | 1982  | 1990  | 1999  | 2006  | 2007  | 2012  |
| ----- | ----- | ----- | ----- | ----- | ----- | ----- | ----- | ----- |
| 5 657 | 5 756 | 5 660 | 5 489 | 5 452 | 4 850 | 4 793 | 4 785 | 4 810 |

| 2017  | 2022  | - | - | - | - | - | - | - |
| ----- | ----- | - | - | - | - | - | - | - |
| 4 801 | 4 588 | - | - | - | - | - | - | - |

#### Pyramide des âges
La population de la commune est relativement jeune.
En 2018, le taux de personnes d'un âge inférieur à 30 ans s'élève à 34,4 %, soit en dessous de la moyenne départementale (39,5 %). À l'inverse, le taux de personnes d'âge supérieur à 60 ans est de 29,2 % la même année, alors qu'il est de 22,5 % au niveau départemental.
En 2018, la commune comptait 2 193 hommes pour 2 598 femmes, soit un taux de 54,23 % de femmes, largement supérieur au taux départemental (51,77 %).
Les pyramides des âges de la commune et du département s'établissent comme suit.
| Hommes | Classe d’âge | Femmes |
| ------ | ------------ | ------ |
| 0,7    | 90 ou +      | 2,9    |
| 6,9    | 75-89 ans    | 12,2   |
| 17,2   | 60-74 ans    | 17,7   |
| 19,3   | 45-59 ans    | 18,7   |
| 18,9   | 30-44 ans    | 16,2   |
| 18,1   | 15-29 ans    | 15,1   |
| 18,9   | 0-14 ans     | 17,2   |

| Hommes | Classe d’âge | Femmes |
| ------ | ------------ | ------ |
| 0,5    | 90 ou +      | 1,4    |
| 5,3    | 75-89 ans    | 8,1    |
| 14,8   | 60-74 ans    | 16,2   |
| 19,1   | 45-59 ans    | 18,4   |
| 19,5   | 30-44 ans    | 18,7   |
| 20,7   | 15-29 ans    | 19,1   |
| 20,2   | 0-14 ans     | 18     |

## Culture locale et patrimoine

### Lieux et monuments
La ville compte un monument historique : 
- Le  château de Montmorency  Inscrit MH (1929, partiellement : Bâtiment d'entrée flanqué de deux tours)[48] datant du XIIIe siècle ayant hébergé les seigneurs de Montmorency.

On  peut également signaler : 
- l'église Saint-Nicolas, construite en 1843.
- l'église Saint-Charles, bâtie en 1935. Par crainte d'affaissements miniers, le clocher prévu à droite de l'entrée n'a jamais érigé. C'est l'église de la communauté polonaise locale.
- la chapelle Notre-Dame-Auxiliatrice, édifiée en 1738.
- La chapelle Saint-Roch

Les églises
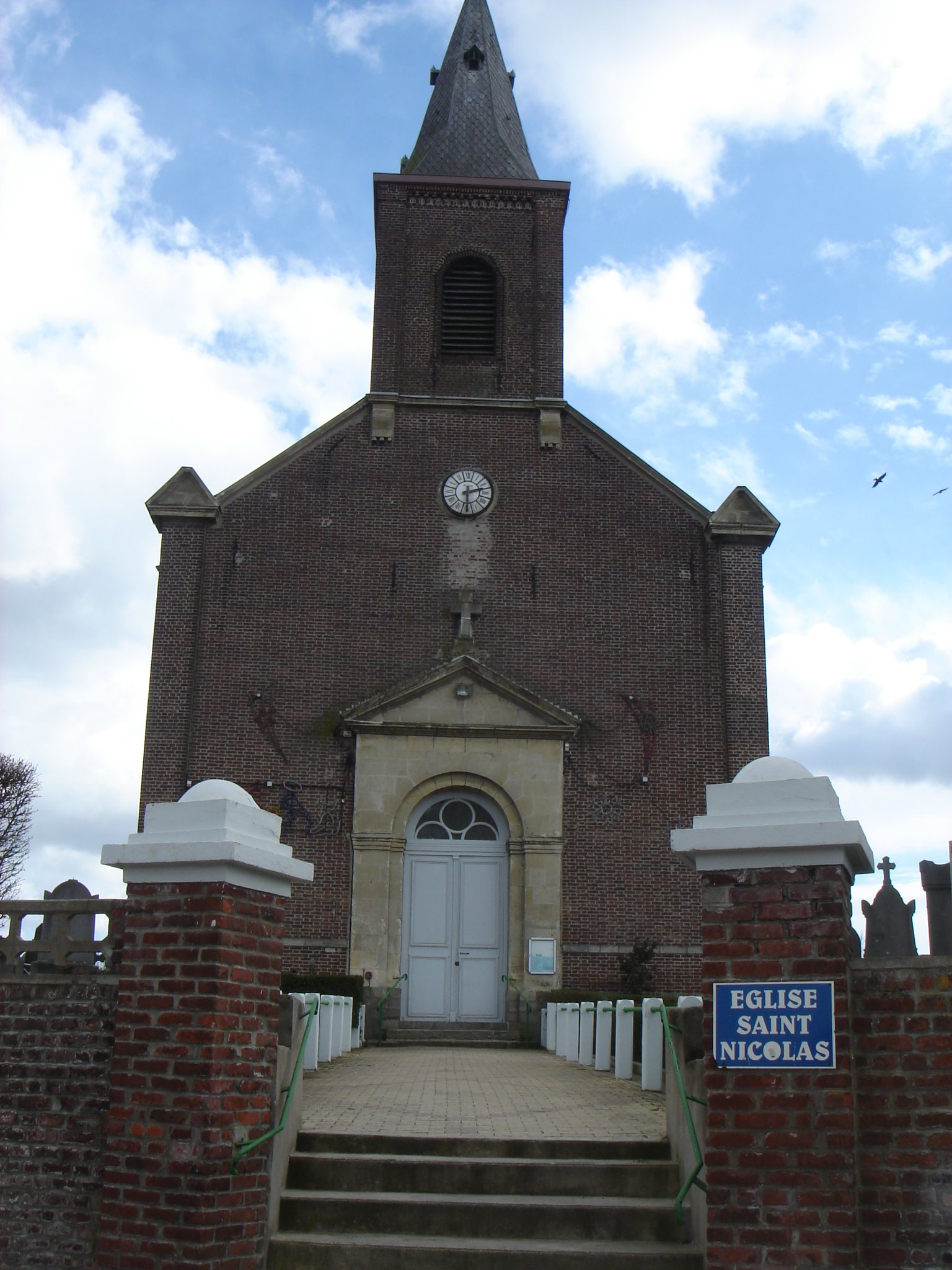
Église Saint-Nicolas
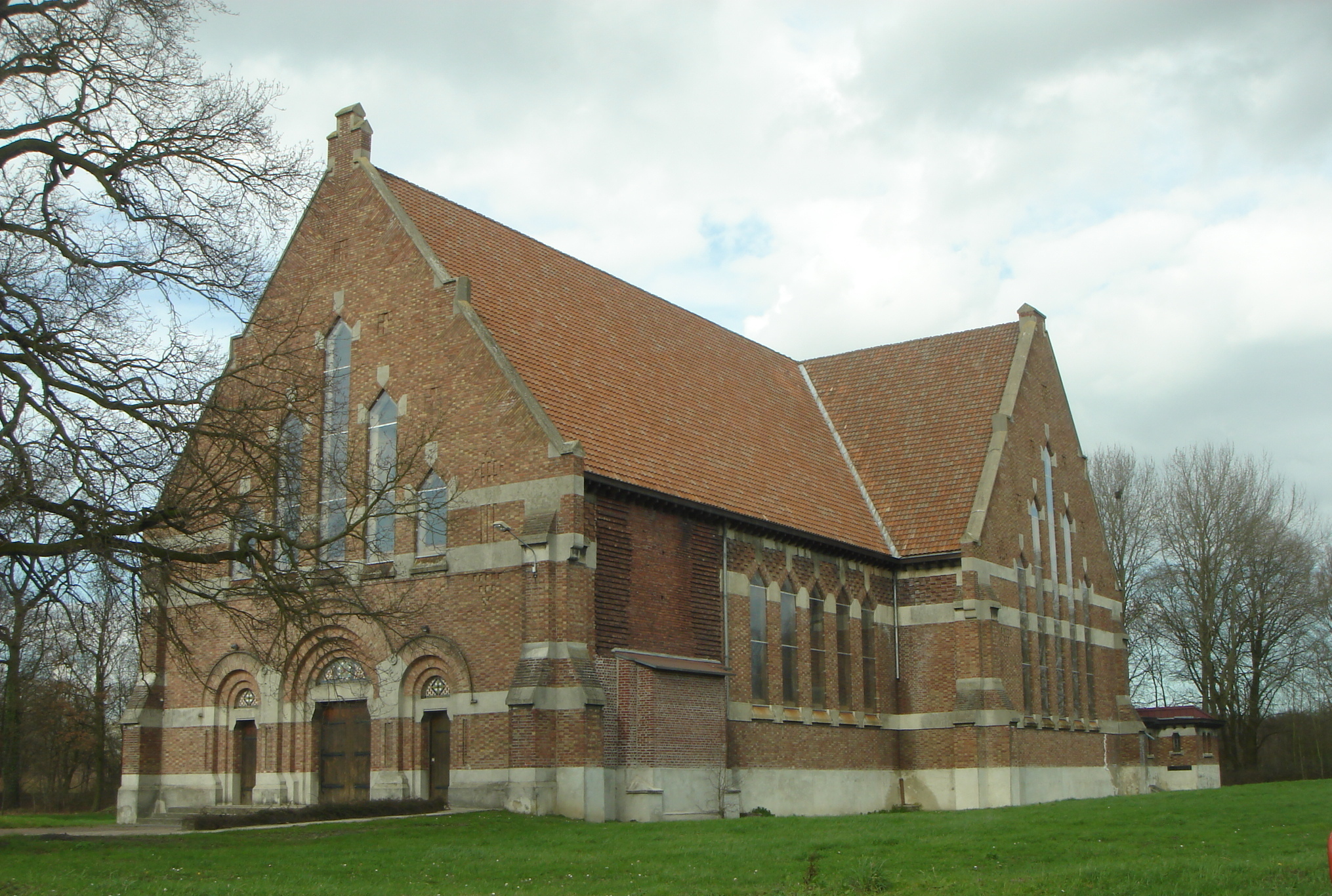
Église Saint-Charles...
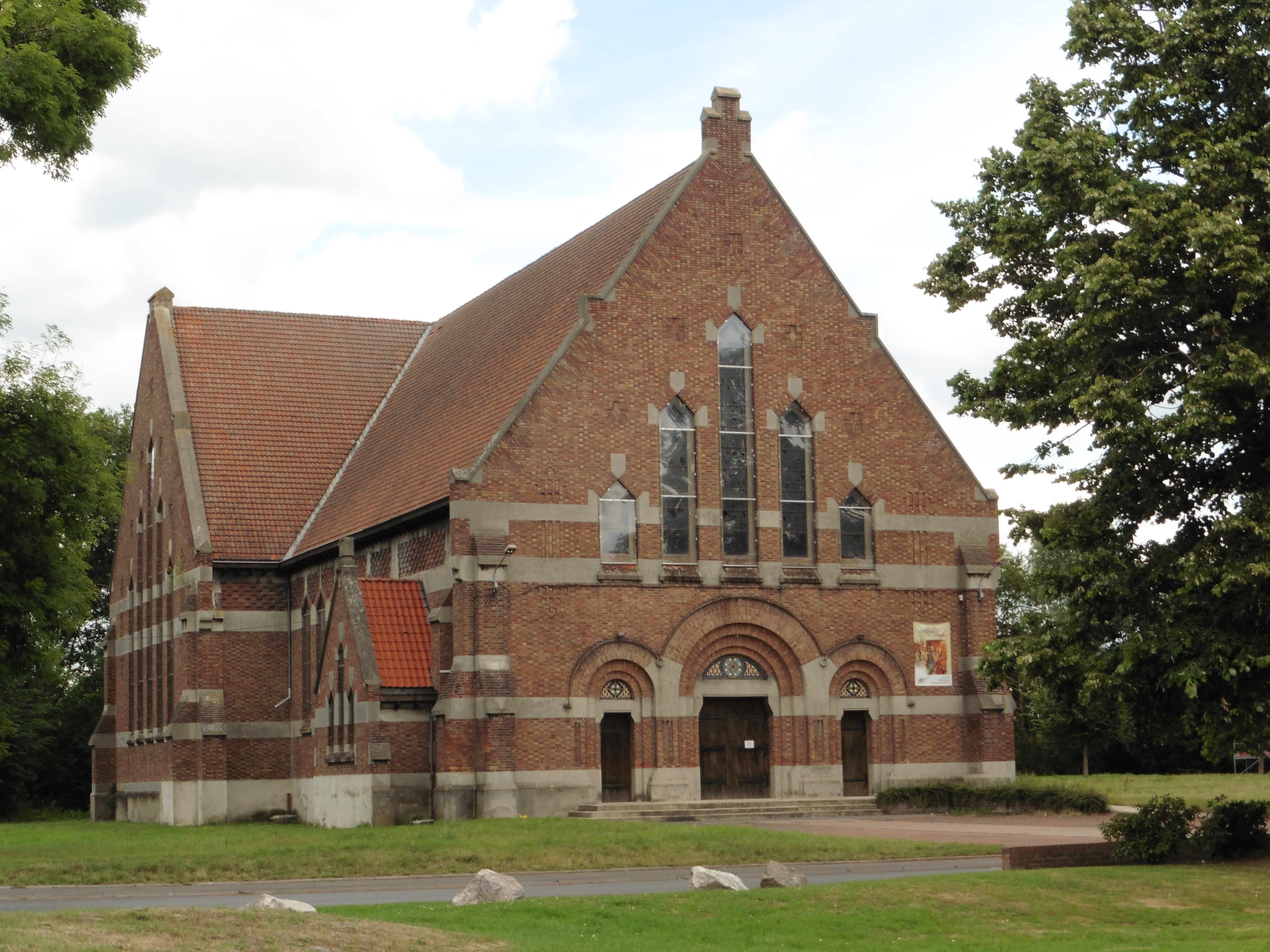
... et vue de 3/4 profil et porche
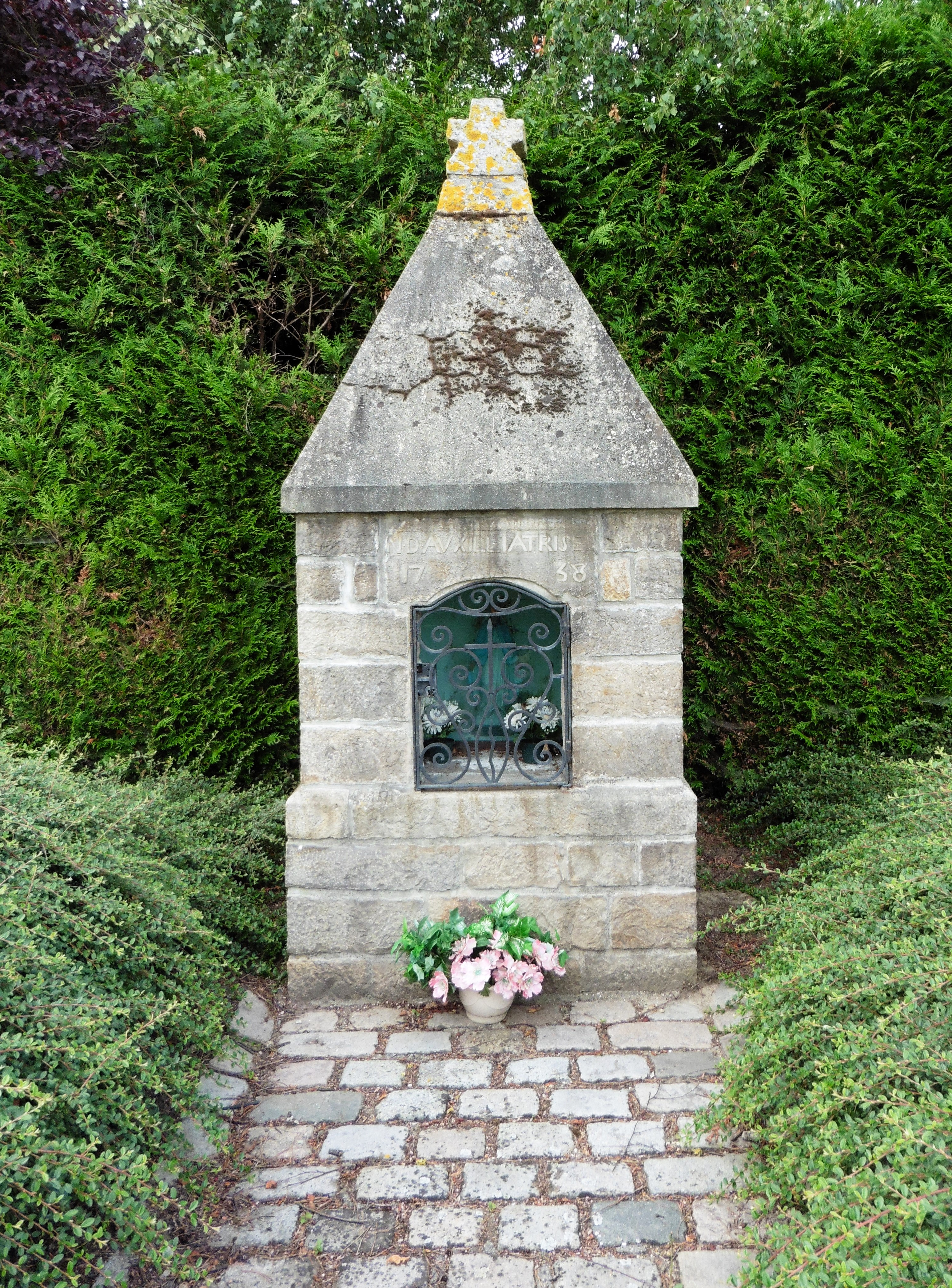
Chapelle N.D. Auxilliatrise (1738).

- le sanatorium  familial de l'architecte Léonce Hainez, inauguré le 5 octobre 1905 par Émile Loubet[49],[50],[51].

- le monument aux Morts
- La bibliothèque municipale

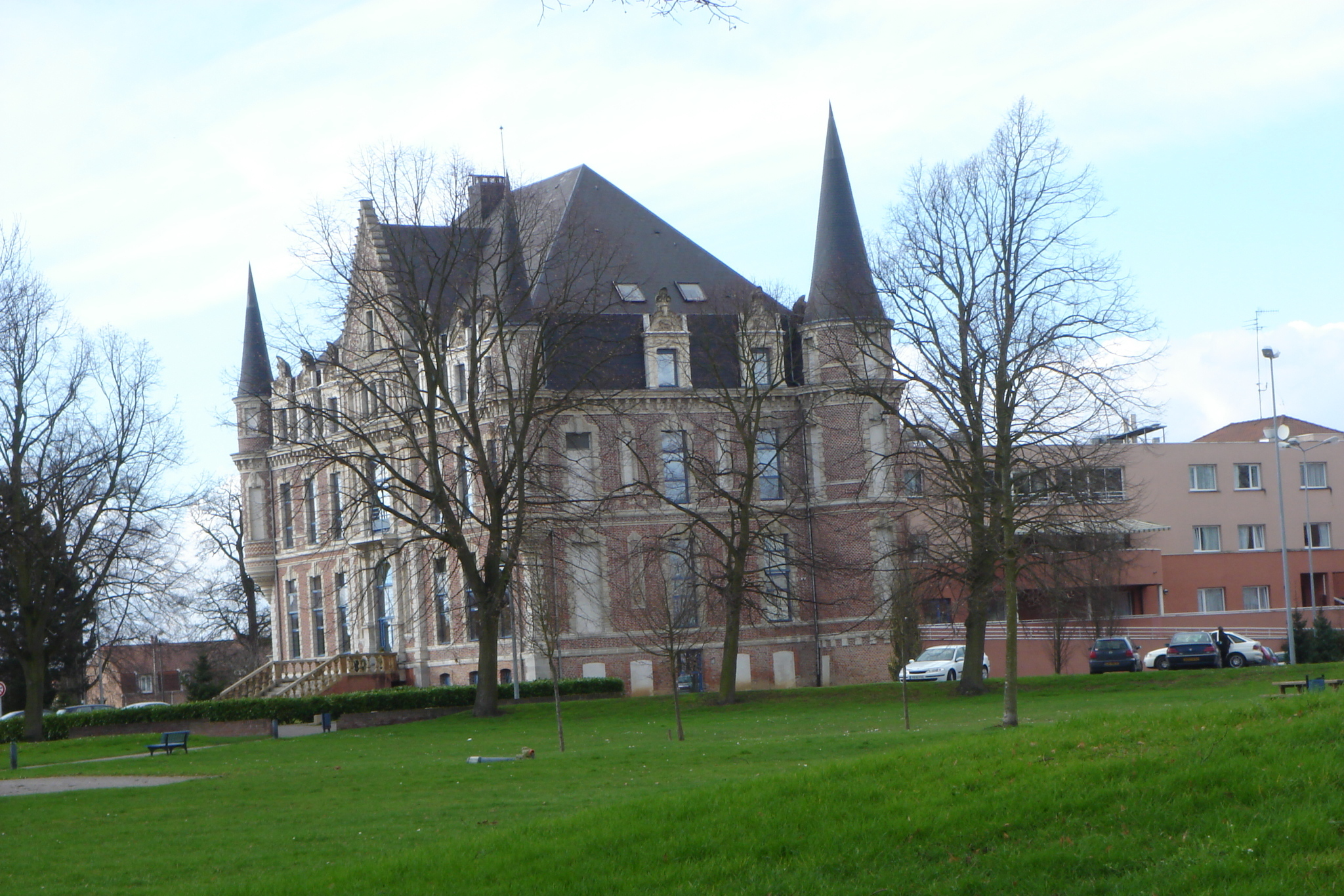
Château Lambrecht
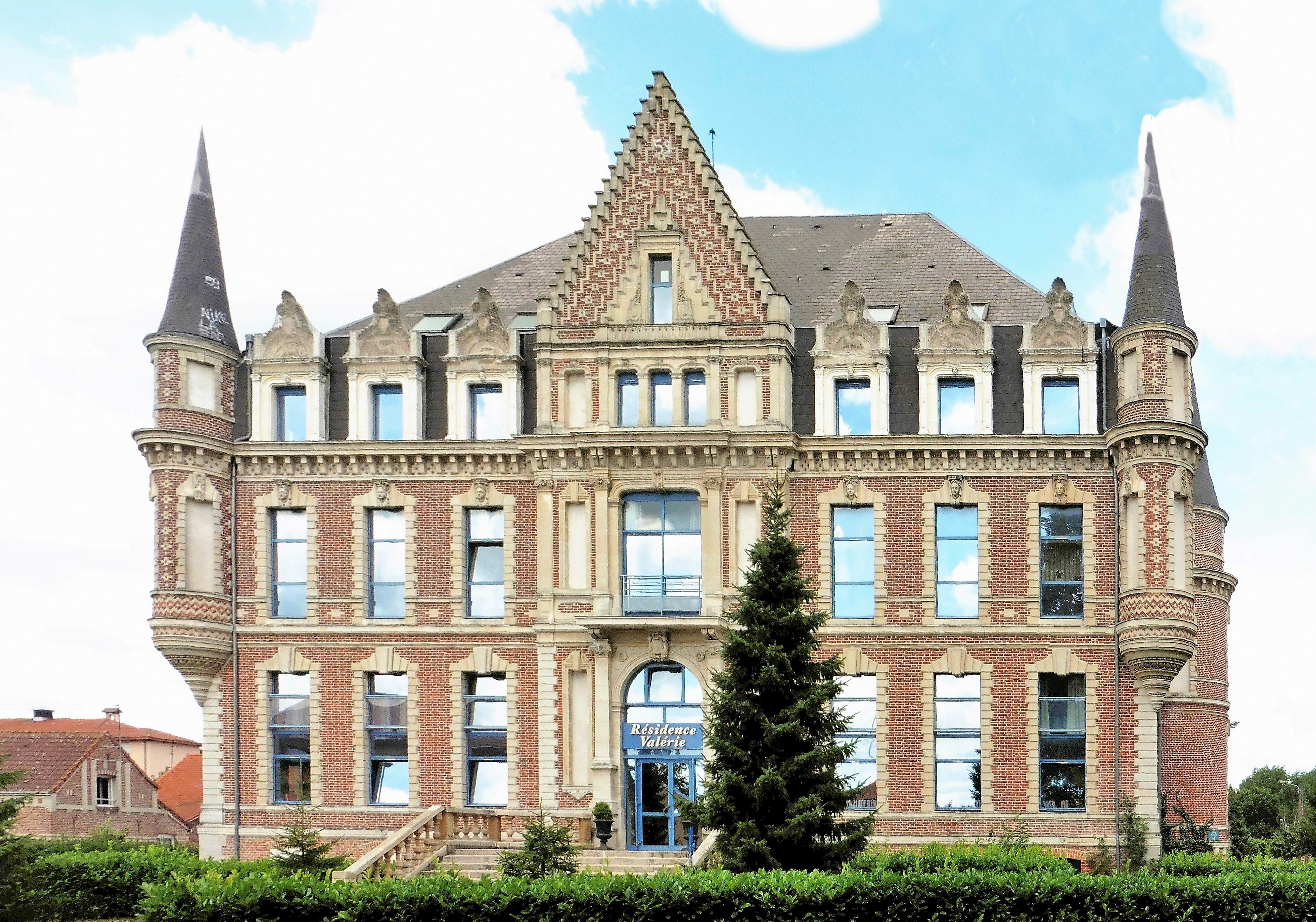
Château Lambrecht-Résidence Valérie (2015)
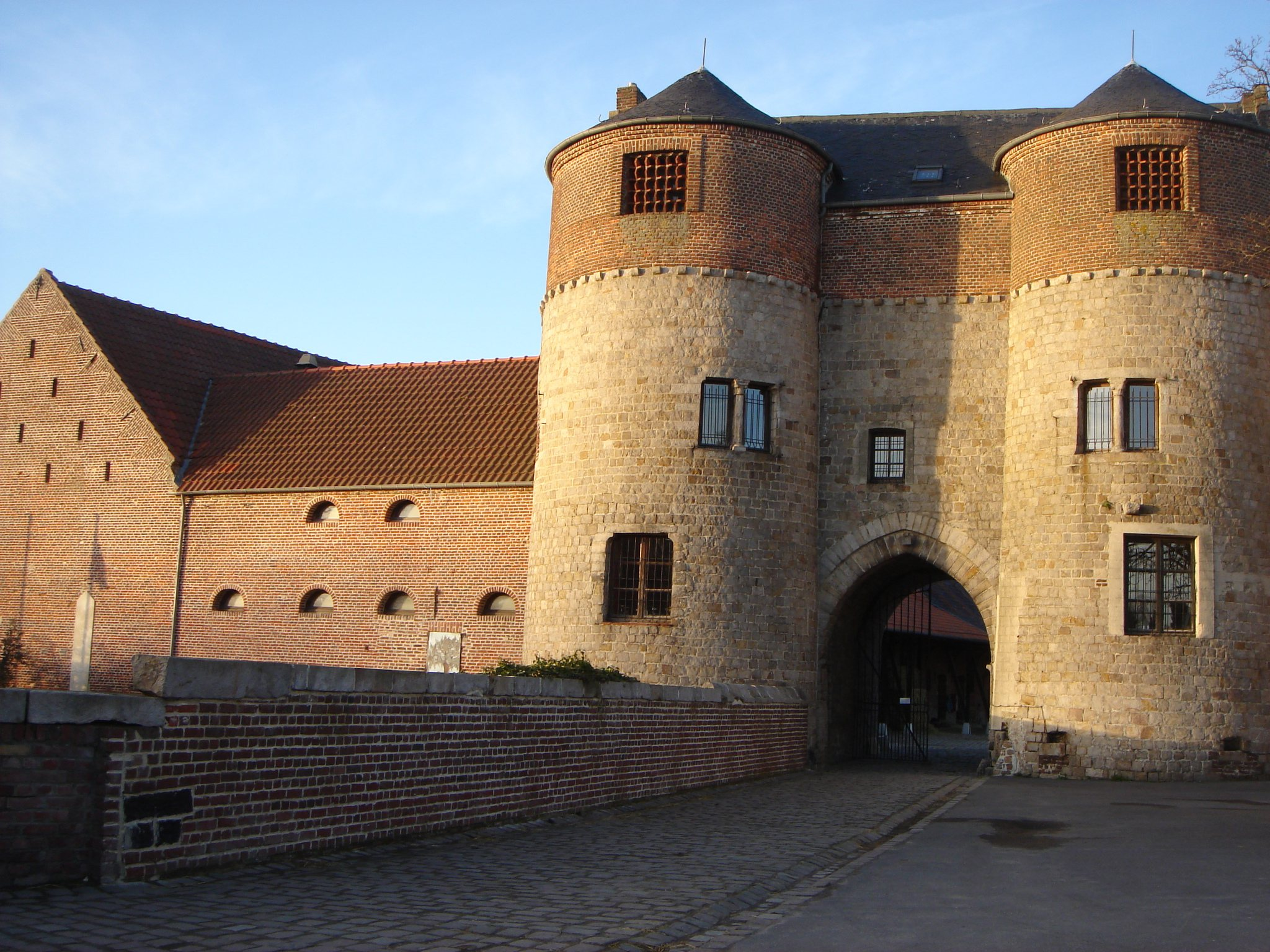
Château de Montmorency XIIIe siècle
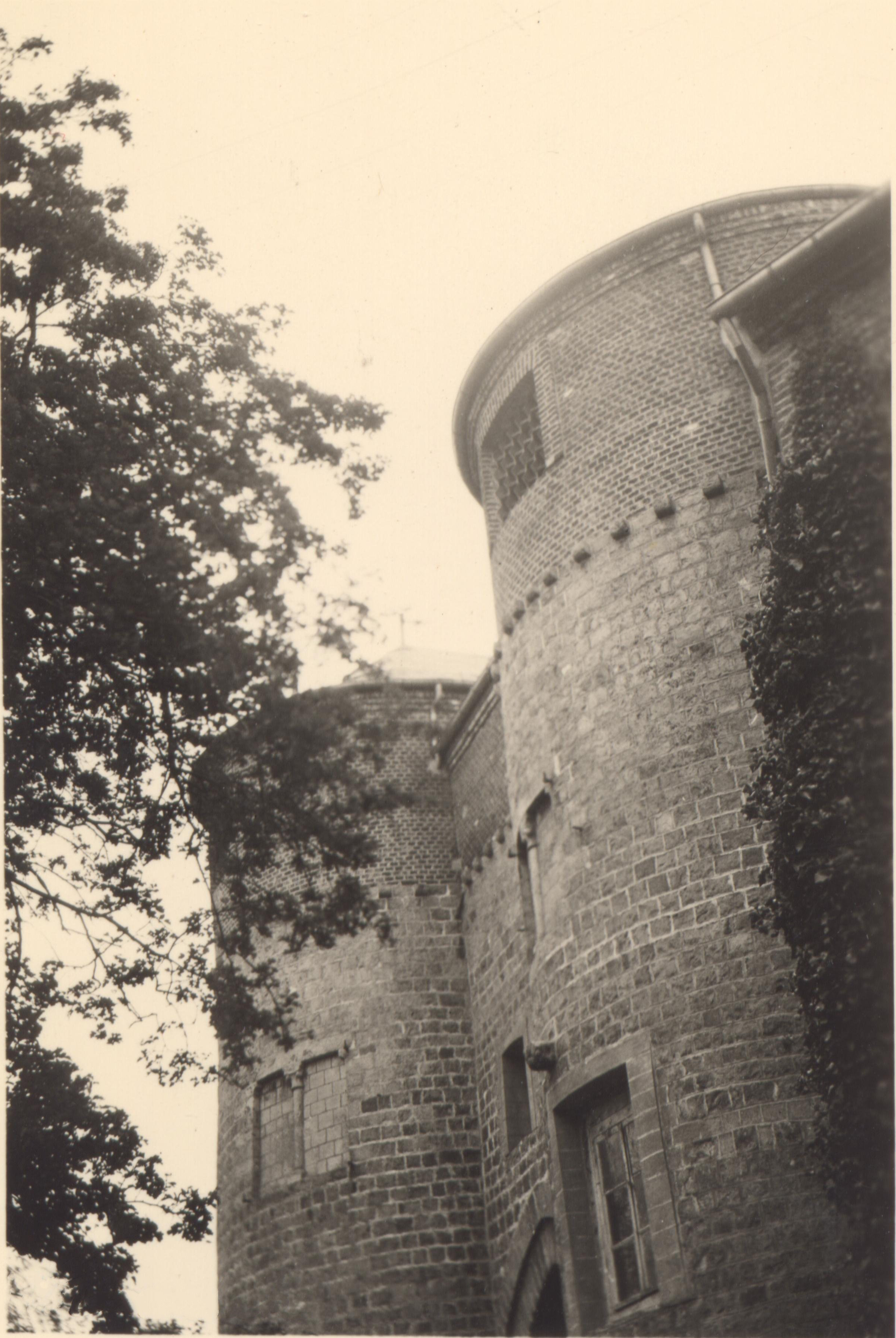
Château de Montigny-en-Ostrevent (1951)

### Patrimoine de l'Unesco
Le 30 juin 2012, les ensembles miniers de Montigny-en-Ostrevent sont classés au patrimoine mondial de l'Unesco comme site du bassin minier du Nord-Pas-de-Calais.
Il s'agit en particulier de la cité de Montigny (dite aussi cité du Sana, cité-jardin construite en 1920 par la Compagnie des mines d'Aniche), avec son école de garçons et l'église Saint-Charles, le dispensaire de Société de secours minière, le château Lambrecht (qui permettait de loger la direction et les ingénieurs), et enfin de la cité du Moucheron, bâtie également par la Compagnie des mines d'Aniche en 1930 dans le prolongement de la cité de Montigny, pour les mineurs de la fosse Barrois.

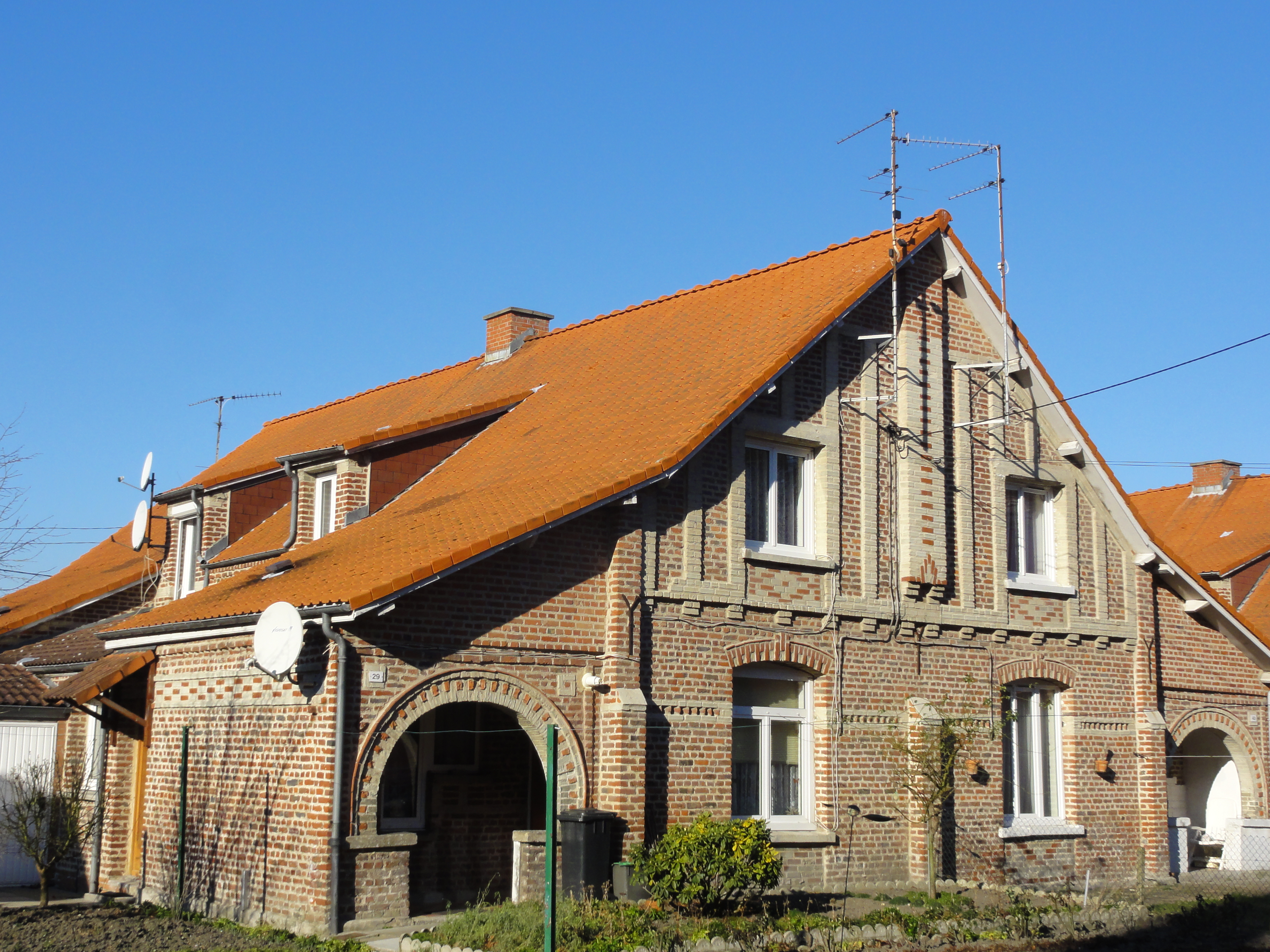
Habitation typique de la cité de Montigny
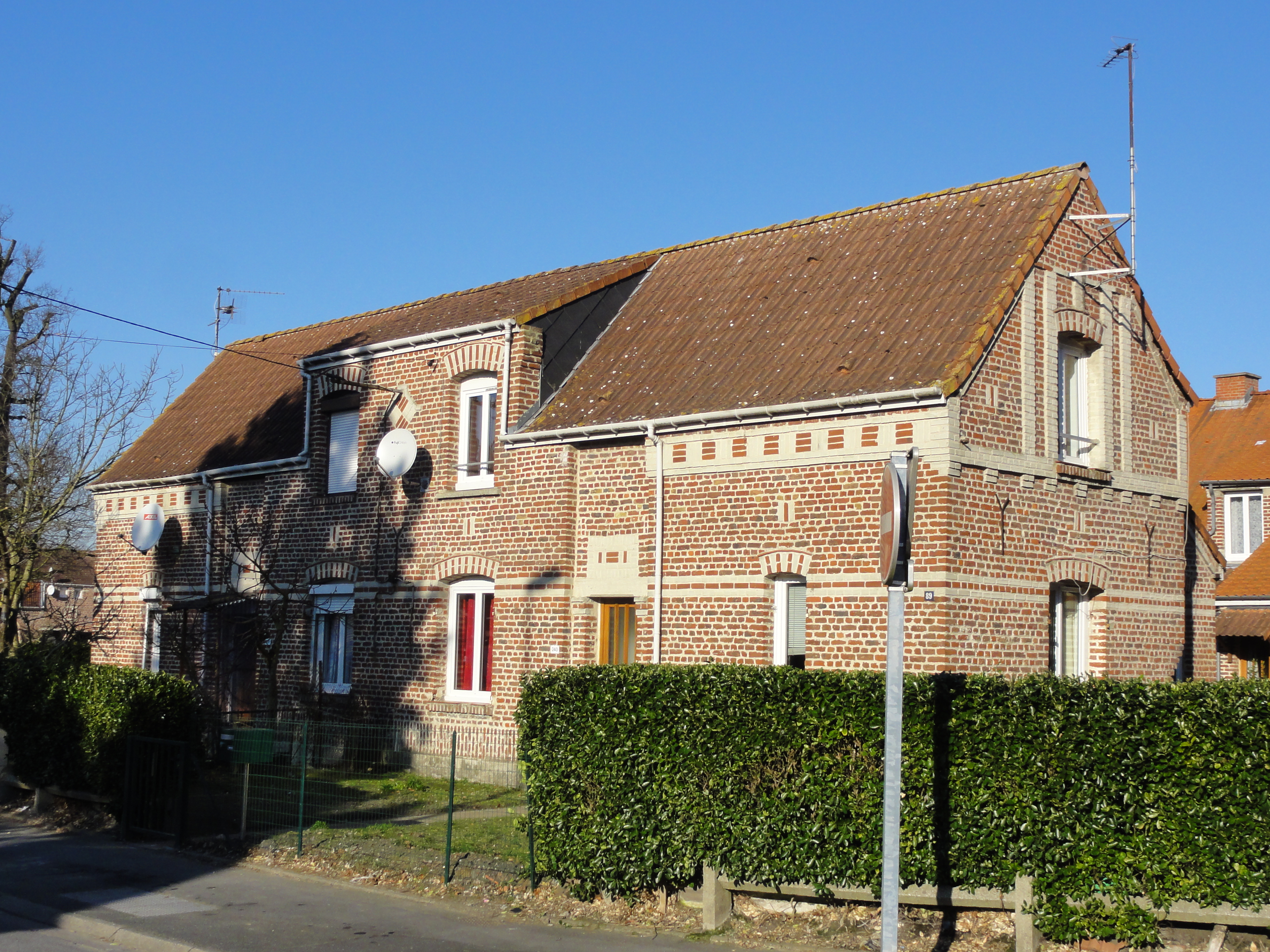
Habitation des cités de la fosse Barrois à Montigny
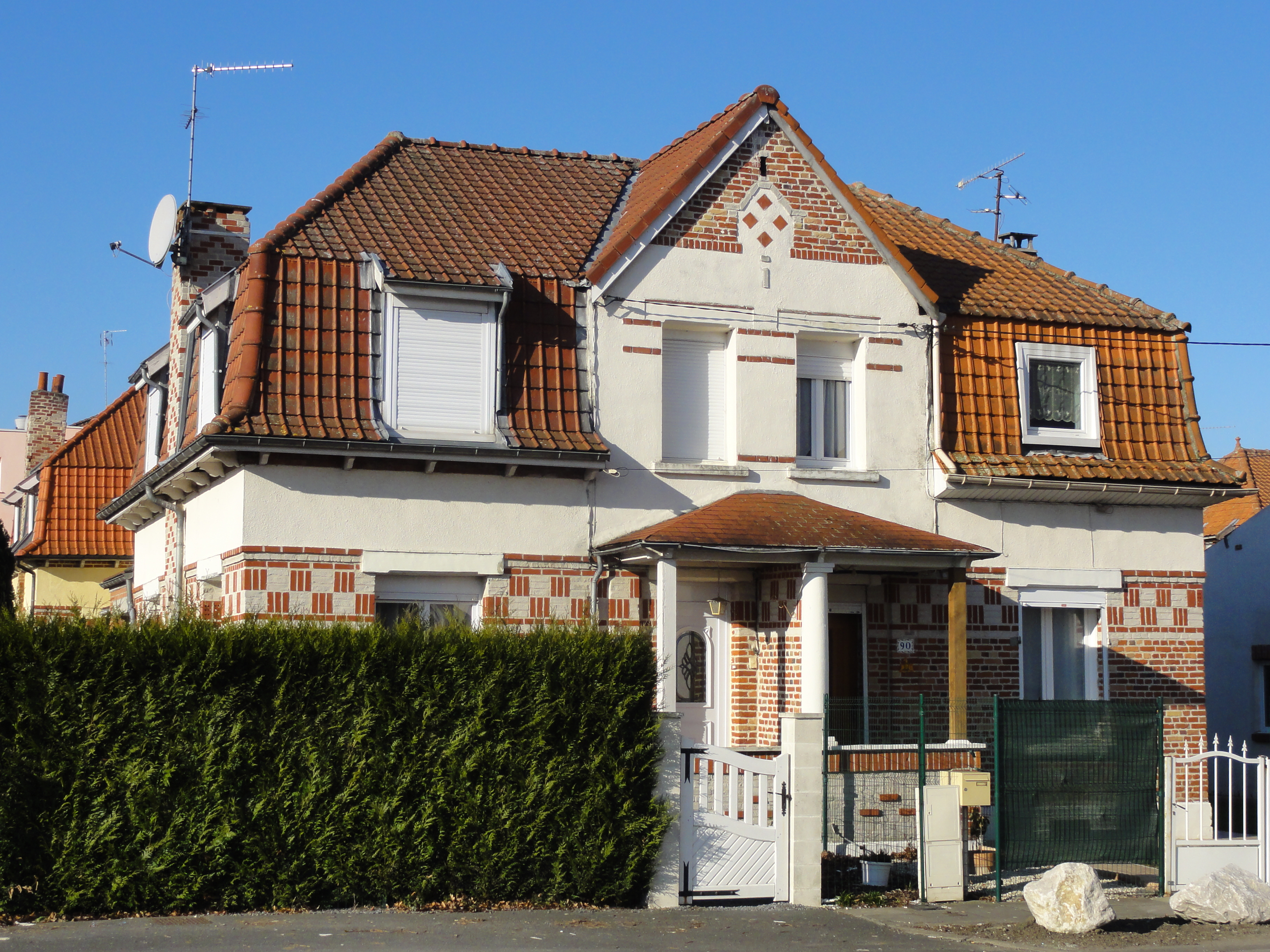
Habitation minière par deux

### Personnalités liées à la commune
- Félix Lambrecht (1819-1871), homme politique français, achète en 1853  des terrains boisés et y fait construire un château néo-gothique et une ferme.
- Georges Maroniez (1865-1933), peintre, photographe et inventeur français, est le fils d'un industriel fabricant de sucre à Montigny-en-Ostrevent.
- Albert Calmette (1863-1933), secrétaire général de la Ligue du Nord contre la tuberculose et jeune directeur de l'Institut Pasteur permet l'achat en 1904 de 21 hectares de l'ancienne propriété Lambrecht pour y fonder un sanatorium familial. Cet ensemble est racheté en 1920 par la Compagnie des mines d'Aniche
- Capitaine Władysław Ważny (1908-1944), héros de la Résistance, y est mort tragiquement le 19 août 1944 et y est enterré[54],[55].

### Folklore
La commune a pour géants Floris de Montmorency, Hélène de Melin, Gaston et Célestine,.

### Héraldique
| Blason de Montigny-en-Ostrevent | Blason  | Écartelé : aux 1 et 4, fascé de gueules et de vair de six pièces ; aux 2 et 3, de gueules à dix losanges aboutées et accolées d'argent, 3, 3, 3 et 1 |
| Blason de Montigny-en-Ostrevent | Détails | Le statut officiel du blason reste à déterminer. |

Blasons des chevaliers de la maison de Montigny dans l'Armorial du Tournoi de Chauvency.
   :

## Pour approfondir